# Jean Pomagalski
Pour les articles homonymes, voir Pomagalski (homonymie).
Jean Pomagalski (né le 17 avril 1905 à Cracovie et mort le 9 juillet 1969 à Grenoble) est un ingénieur-mécanicien né en Pologne et naturalisé français qui fut un pionnier dans le développement des remontées mécaniques pour les skieurs.

## Biographie

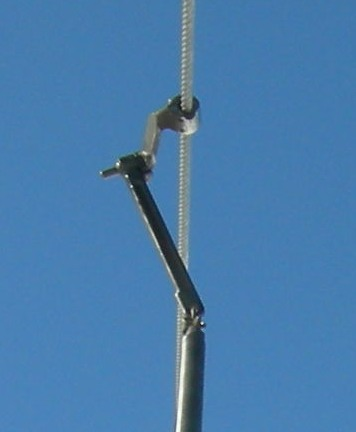
Attache à douille de téléski débrayable, inventée par Jean Pomagalski en 1944.

Avec le développement du ski alpin, Jean Pomagalski entrevoit le potentiel des remonte-pentes et met en service en février 1936,, avec deux amis, un premier téléski à perches artisanal à l'Alpe d'Huez sur les pentes de l'Éclose. Il s'applique à perfectionner la technique et pense à rendre les perches débrayables pour leur permettre d'être stockées en gare et mises à la disposition à la demande. 
Après plusieurs tentatives de développement d'attaches découplables qui ne donnent pas les résultats escomptés, il imagine en 1944 le système d'attache à douille. L'invention est installée pour la première fois par son employé, Pierre Montaz, sur le téléski du Lac Blanc à l'Alpe d'Huez, puis est perfectionnée en 1946 par un entaillage de la douille destiné à parer tout glissement de la perche sur le câble. Les téléskis à perches débrayables fonctionnent, encore aujourd'hui suivant ce principe d'attache.
En 1958, Jean Pomagalski se lance sur le marché du télésiège et, suivant une commande de James Couttet, livre un premier exemplaire en France en 1960 à Chamonix-Mont-Blanc : le télésiège du glacier des Bossons. En 1965, il lance des premières études pour la réalisation d'un « produit télécabine ». Cela aboutit à la commercialisation des télécabines automatiques SP4 à pince S. La forme ovoïde des véhicules qui équipent ces appareils fait que le grand public les surnomme rapidement « les œufs ».
Avec le développement du ski et les constantes améliorations des matériels (télésièges, télécabines), la société Poma, qu'il a créée, est devenue un des leaders mondiaux du secteur du transport par câble.